# Ой у вишневому саду
Ой у вишневому саду - українська народна пісня , за тематикою пісня відноситься до родинно-побутових пісень і пісень про кохання.Стала відомою у виконанні Ніни Матвієнко, Наталії Бучинської, Діани Петриненко .
Точно не відомо про час створення пісні. Оцінки періоду створення пісні дуже варіюються, від глибини віків до 20 століття .

## Текст
Ой, у вишневому саду
Там соловейко щебетав.
Додому я просилася,
А ти мене все не пускав.

«Ти милий мій, а я твоя.
```
Зійшла вечірняя зоря.
```

Проснеться матінка моя,
Буде питать, де була я.»

А ти їй дай такий отвіт:
«Яка прекрасна майська ніч.
Весна іде, красу несе,
І тій красі радіє все.»

«Доню моя, не в тому річ.
Де ти блукала цілу ніч?
Чому розплетена коса, 
 
А на очах блистить сльоза?»

«Коса моя розплетена –
Її подруги розплели. 
А на очах блистить сльоза,
Бо з милим я прощалася.»